# Rudolf Melichar
Rudolf Melichar (* 22. Juni 1929 in Berlin) ist ein österreichischer Schauspieler.

## Leben
Melichar wurde als Sohn des österreichischen Komponisten und Dirigenten Alois Melichar geboren. Er kam mit 13 Jahren nach Wien, wo er am Reinhardt-Seminar eine Schauspielerausbildung absolvierte. Er trat in mehreren Theatern auf, so in Kiel, Essen, Hannover, Dortmund und Köln.
Seit 1968 ist Melichar festes Ensemblemitglied am Wiener Burgtheater. Er stand dort in ungefähr 130 Rollen auf der Bühne. Er spielte ein breites Repertoire, das Stücke von William Shakespeare, die deutschsprachigen Autoren der Klassik und Romantik, Volksstücke von Ferdinand Raimund und Johann Nestroy, aber auch Stücke der Moderne und des zeitgenössischen Theaters umfasste. Häufig war er in Stücken von Ödön von Horváth, Arthur Schnitzler, Heinrich von Kleist oder Bertolt Brecht zu sehen, übernahm aber auch Rollen in den internationalen Klassikern des Theaterrepertoires wie Molière, Anton Tschechow und Henrik Ibsen.
Er übernahm dort ab den 1980er Jahren Rollen unter anderem in Hamlet (1986, Polonius), in Der aufhaltsame Aufstieg des Arturo Ui (1987, Mulberry), in Der deutsche Mittagstisch von Thomas Bernhard (1987, Herr Mühlfenzl), Der Stellvertreter (1988, Der Alte), in Kinder der Sonne von Maxim Gorki (1988, Avdeevic), in der Uraufführung von Heldenplatz (1988, Professor Liebig), in Der gute Mensch von Sezuan (1989, Der Mann), in Othello (1990, Gratiano), in der Uraufführung von Sommer 14 (1990) von Rolf Hochhuth, in der österreichischen Erstaufführung von Botho Strauß’ Schlusschor (1991), in Der Besuch der alten Dame (1992, Gatten VII-IX der Claire Zachanassian), in der österreichischen Erstaufführung von Die Rundköpfe und die Spitzköpfe (1993) von Bertolt Brecht, in Sonnenuntergang von Isaak Babel (1993, Ben S'charja), in Liliom (1993, Dr. Reich), in der Uraufführung von Elfriede Jelineks Raststätte oder Sie machens alle (1994, Elch), in Hexenjagd (1995, Francis Nurse), in Die Dreigroschenoper (1996, Säge-Robert), in der österreichischen Erstaufführung von Heiner Müllers Germania 3 (1996), in der österreichischen Erstaufführung von Stecken, Stab und Stangl (1997), in der Uraufführung von Elfriede Jelineks Ein Sportstück (1998) und in der Uraufführung von George Taboris Purgatorium (1998).
In den letzten Jahren spielte Melichar in Wien unter anderem in folgenden Stücken: Leonce und Lena (2001, Präsident des Staatsarchivs), in der Uraufführung von Elfriede Jelineks Das Werk (2003), in Was ihr wollt (2003/2004, Valentin), in der deutschsprachigen Erstaufführung von Martin McDonaghs Der Kissenmann (2003) und in der Uraufführung von Elfriede Jelineks Babel (2005). Ende 2008 trat er am Burgtheater in der Thomas-Mann-Dramatisierung Doktor Faustus – my love is as a fever auf.
Melichar übernahm ab den 1970er Jahren regelmäßig auch einige Film- und Fernsehrollen. In der US-amerikanischen Miniserie Holocaust – Die Geschichte der Familie Weiß spielte er 1978 die Rolle des polnischen Partisanen Anton.
Im Jahr 1953 heiratete er in erster Ehe Gabrielle Gräfin von Khevenhüller-Metsch (1925–1979). Aus der Ehe gingen zwei Kinder hervor. 1981 heiratete er die Schauspielerin Elisabeth Augustin. Aus der Ehe gingen drei Kinder hervor, zwei Töchter und ein Sohn.

## Filmografie (Auswahl)
- 1951: In München steht ein Hofbräuhaus
- 1970: Ardele oder Das Gänseblümchen (Fernsehfilm)
- 1970: Der Feldherrenhügel (Fernsehfilm)
- 1971: Gestrickte Spuren (Fernsehspiel)
- 1971: Sankt Peters Regenschirm (Fernsehspiel)
- 1973: Ein junger Mann aus dem Innviertel
- 1975: Totstellen – Der Sohn eines Landarbeiters wird Bauarbeiter und baut sich ein Haus (TV)
- 1978: Holocaust – Die Geschichte der Familie Weiss (Holocaust)
- 1979: Der Lebemann
- 1979: Tatort – Mord im Grand-Hotel (Fernsehreihe)
- 1980: Fantômas (Fernsehserie)
- 1983: Das gläserne Wappen
- 1983: Tatort – Mord in der U-Bahn
- 1988: Wiener Walzer (Fernsehfilm)
- 1991: Die Strauß-Dynastie
- 1992: Duett
- 1995: Jeden 3. Sonntag
- 1997: Ein Herz wird wieder jung
- 1998: Opernball (TV)
- 2001: Die Gottesanbeterin
- 2001: Die Klavierspielerin (La pianiste)
- 2013: Tatort – Zwischen den Fronten
- 2017: SOKO Kitzbühel – Alte Schuld